# Opius nowakowskii
Opius nowakowskii (лат.) — вид паразитических наездников рода Opius из семейства Braconidae (Opiinae). Европа (в том числе, Венгрия, Польша) и Азия (Иран, Турция). Мелкие наездники (менее 2 мм). От близких видов отличается следующими признаками: возвратная жилка переднего крыла антефуркальная; проподеум гладкий. Усики 25-члениковые. Среди хозяев отмечены мухи из семейства Agromyzidae: Phytomyza thysselini Hendel, 1923 (на Peucedanum palustre). Вид был впервые описан в 1959 году австрийским энтомологом Максом Фишером (Naturhistorisches Museum, Вена, Австрия), крупным специалистом по Braconidae, описавшим около тысячи видов наездников. Включён в состав подрода Agnopius (ранее в Allotypus).